# Berger
Pour les articles homonymes, voir Berger (homonymie) et Bergère.
Pour l’article ayant un titre homophone, voir Bergé.

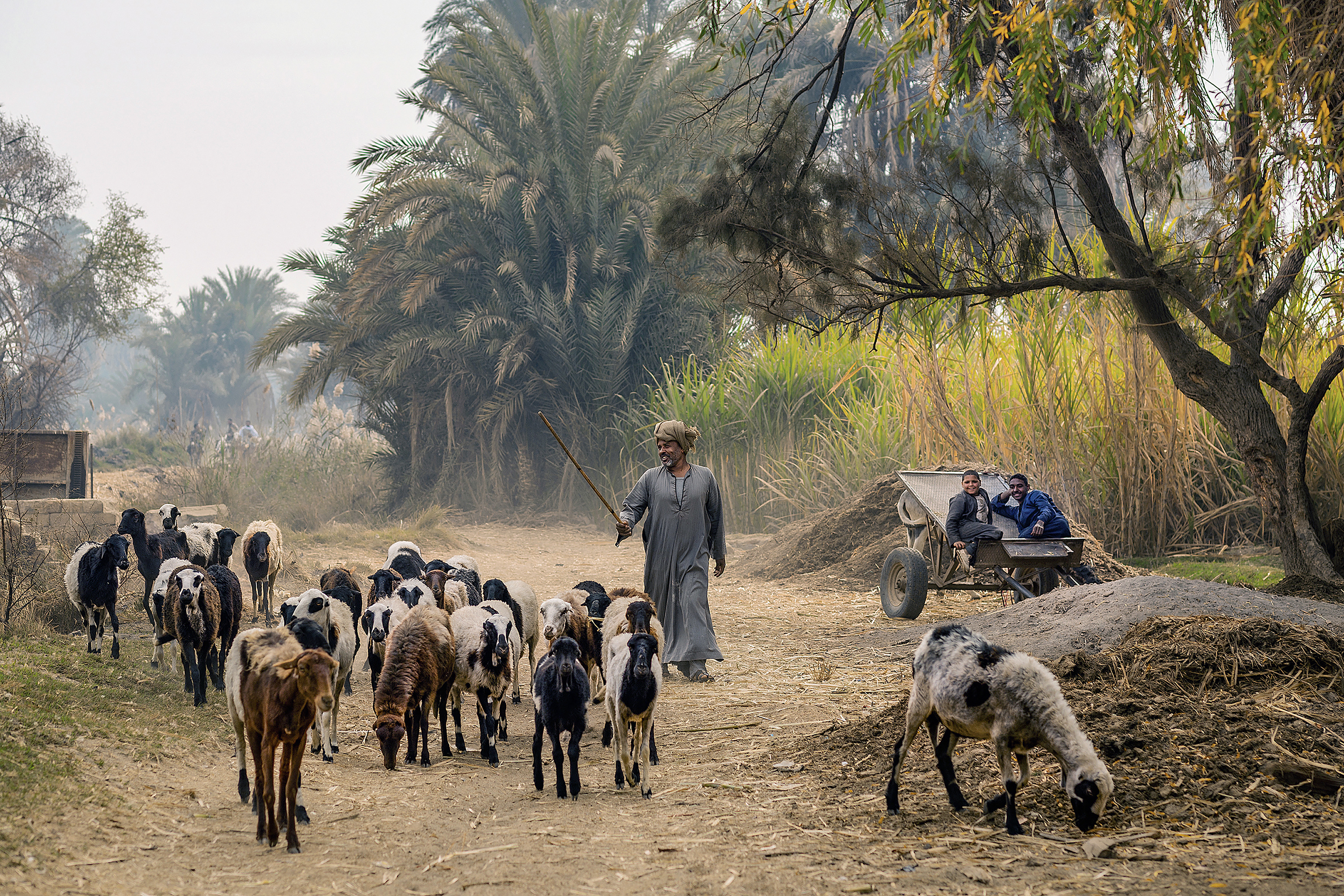
Un berger pastoral.

Un berger (au féminin : bergère) est une personne chargée de guider et de prendre soin des troupeaux de moutons (quand il n'y a pas de complément de nom, il s'agit toujours de troupeaux de moutons), ou par extension de bétail (ex. : berger à vaches, également appelé bouvier ou vacher), dans les prairies ou les zones montagneuses ; il est souvent aidé par un chien de berger.

## Étymologie
Le mot est issu d'un latin vulgaire *vervecarius (attesté sous les formes birbicarius « pâtre, berger » vers 600 et berbicarius en 698). Ce mot est dérivé du latin vervex, signifiant brebis.

## Histoire

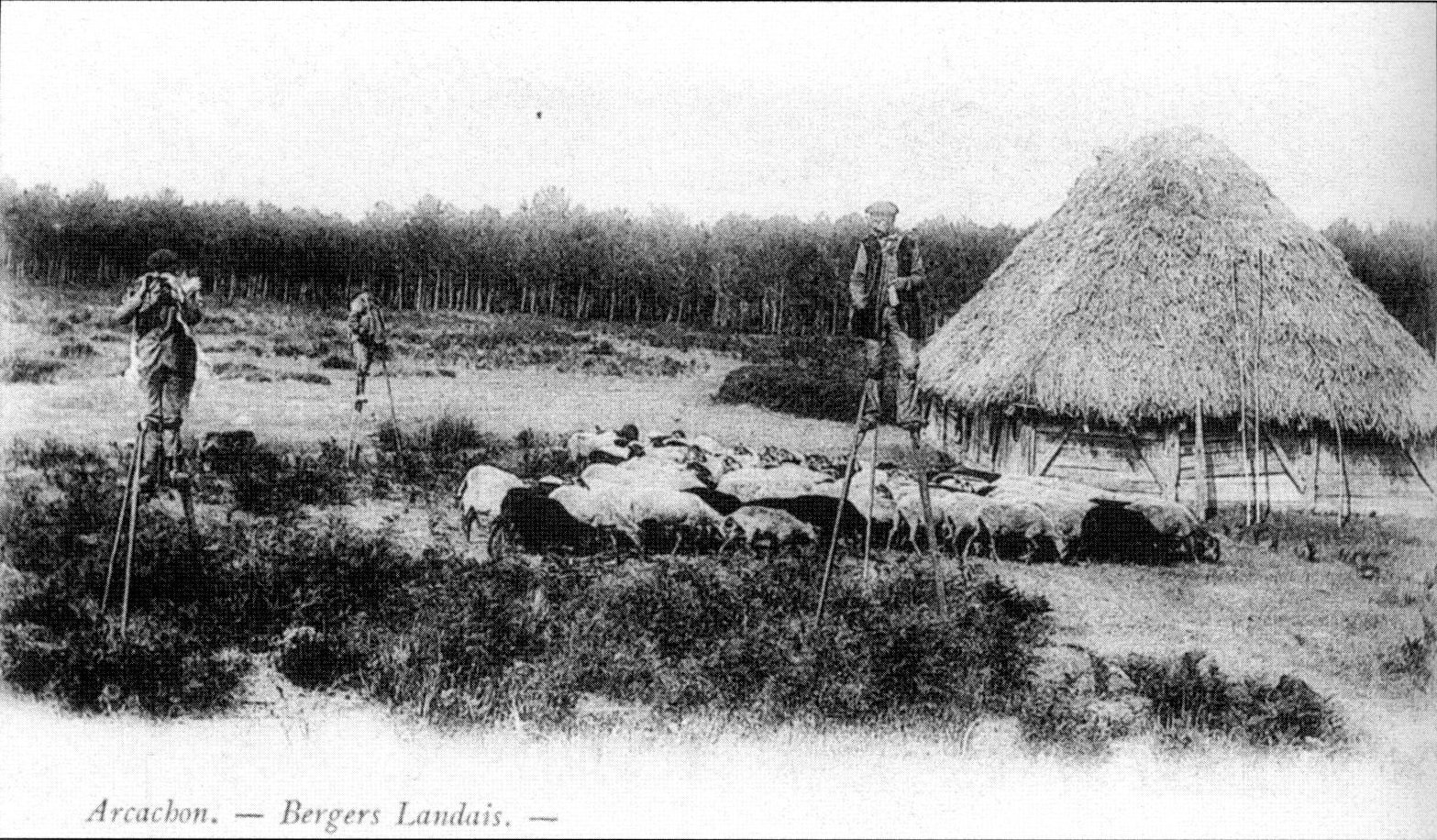
Bergers landais sur échasses.

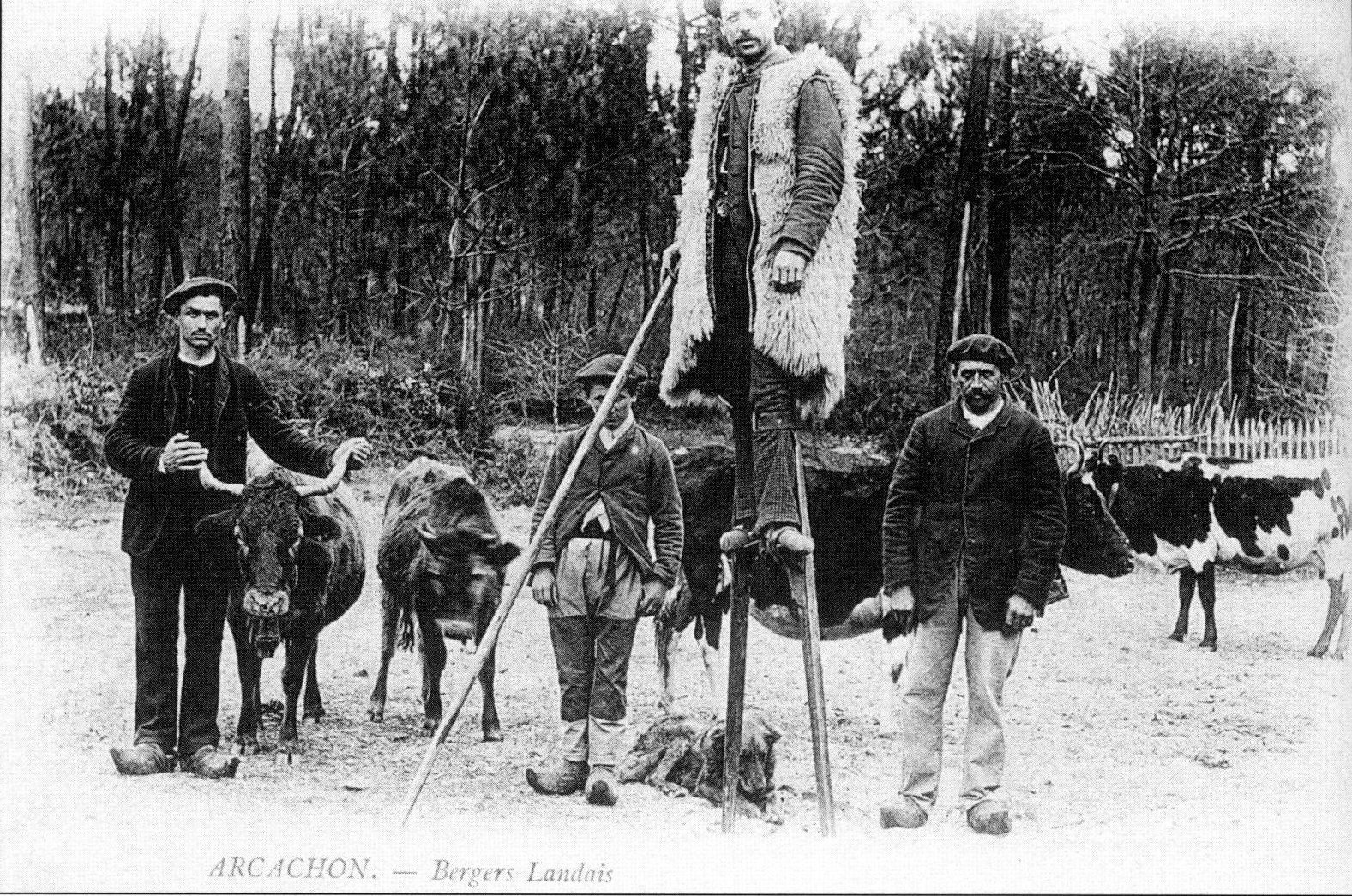
Bergers landais sur échasses.

Le métier est lié au pastoralisme.

### Équipement
Dans l'art et l'iconographie, le berger ou la bergère sont très souvent représentés avec leur attribut traditionnel : la houlette qui est une canne spécifique, mais le simple bâton est largement employé dans l'activité de berger.

### Logement

#### Cabane-roulotte en bois

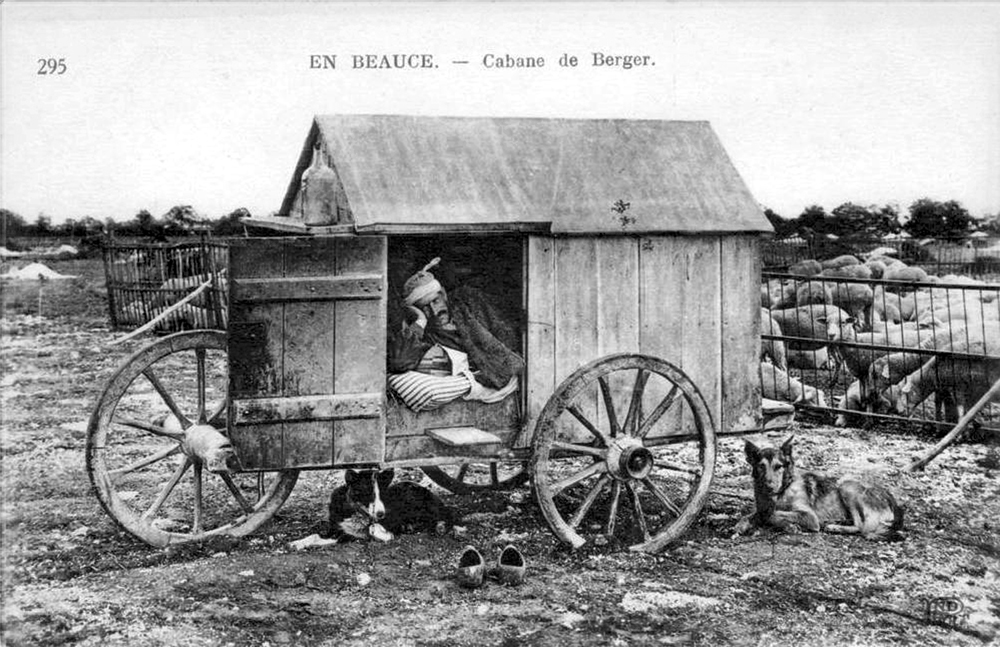
Roulotte servant de cabane à un berger beauceron au début du XXe siècle.

Au début du XXe siècle, dans diverses régions ou départements de France (Beauce, Perche, Eure, Cantal, Puy-de-Dôme, Lozère, etc.), le berger dormait, une partie de l'année, dans une cabane-roulotte en bois, posée à côté du parc de claies mobiles servant à rassembler pendant la nuit son troupeau. Montées sur un essieu fixe à deux roues en bois ou en fer, avec parfois une troisième roue à l'arrière, ces roulottes étaient tirées par un cheval, un âne, ou par le berger lui-même pour les plus légères, à chaque déplacement du parc. Les chiens dormaient sous la roulotte. Chaque jour, l'emplacement du parc changeait de façon que les déjections ovines fertilisent la totalité de la parcelle occupée. Émile Zola, dans La Terre (1887), évoque également ce dispositif : « Le berger, pour avoir un peu d'ombre, s'était assis contre la cabane à deux roues, qu'il poussait à chaque déplacement du parc, une étroite niche qui lui servait de lit, d'armoire et de garde-manger. » Les derniers moments de cette pratique séculaire, attestée dès la fin du Moyen Âge par des enluminures, ont été enregistrés par les photographes des cartes postales de l'âge d'or.

#### Cabane en pierre des estives
Dans les anciens pâturages d'estive des hautes vallées béarnaises (Barétous, Aspe et Ossau), les bergers vivaient dans une cabane en pierres sèches, dite capane. Elle était édifiée non loin d'une source et à côté d'un enclos, lui aussi en pierres sèches, du nom de cuyala, coueila, cayolar selon le lieu, où le troupeau se regroupait la nuit ou par très mauvais temps. Ces capanes pouvaient être un abri contre un rocher en surplomb ou vertical, une cabane indépendante de petite taille, une cabane plus grande pour deux personnes. Elle avait son entrée orientée au sud ou au sud-est. Les cabanes à charpente à double pente sous couverture de lauses n'apparaissent qu'à la fin du XIXe siècle. Les années 1920 voient l'apparition de la tôle ondulée ou plate. Après la Seconde Guerre mondiale, les bâches tissées, provenant des surplus des armées, ont leur succès.

## Emploi

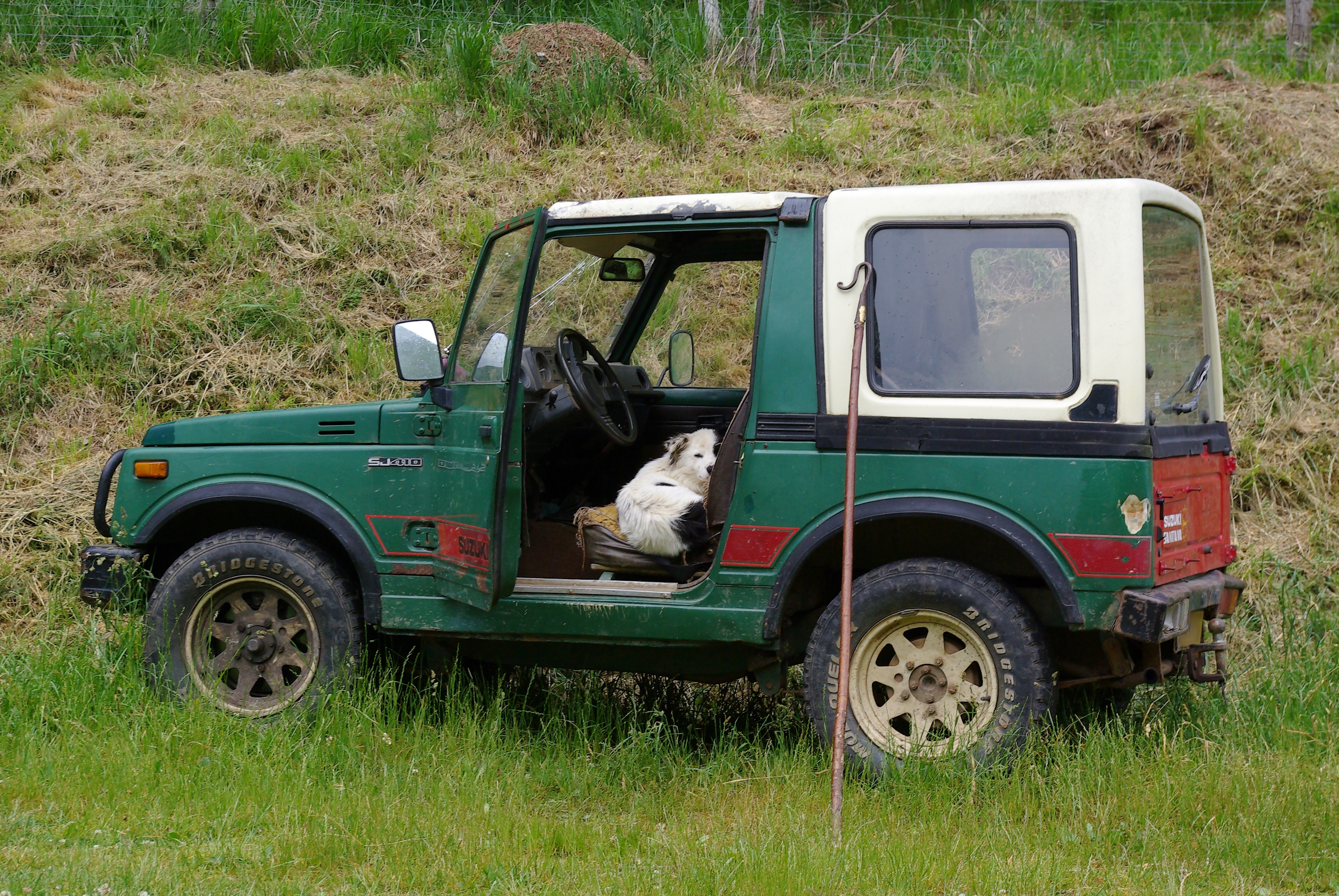
Chien et équipement d'un berger, col de Peyresourde, 2009.

En France, les éleveurs peuvent déposer des offres d'emplois sur différents sites internet ou passer par l'intermédiaire d'organismes comme l'Association pour l’emploi des cadres, ingénieurs et techniciens de l’agriculture (Apecita), Pôle emploi, etc..

### Mesures de soutien

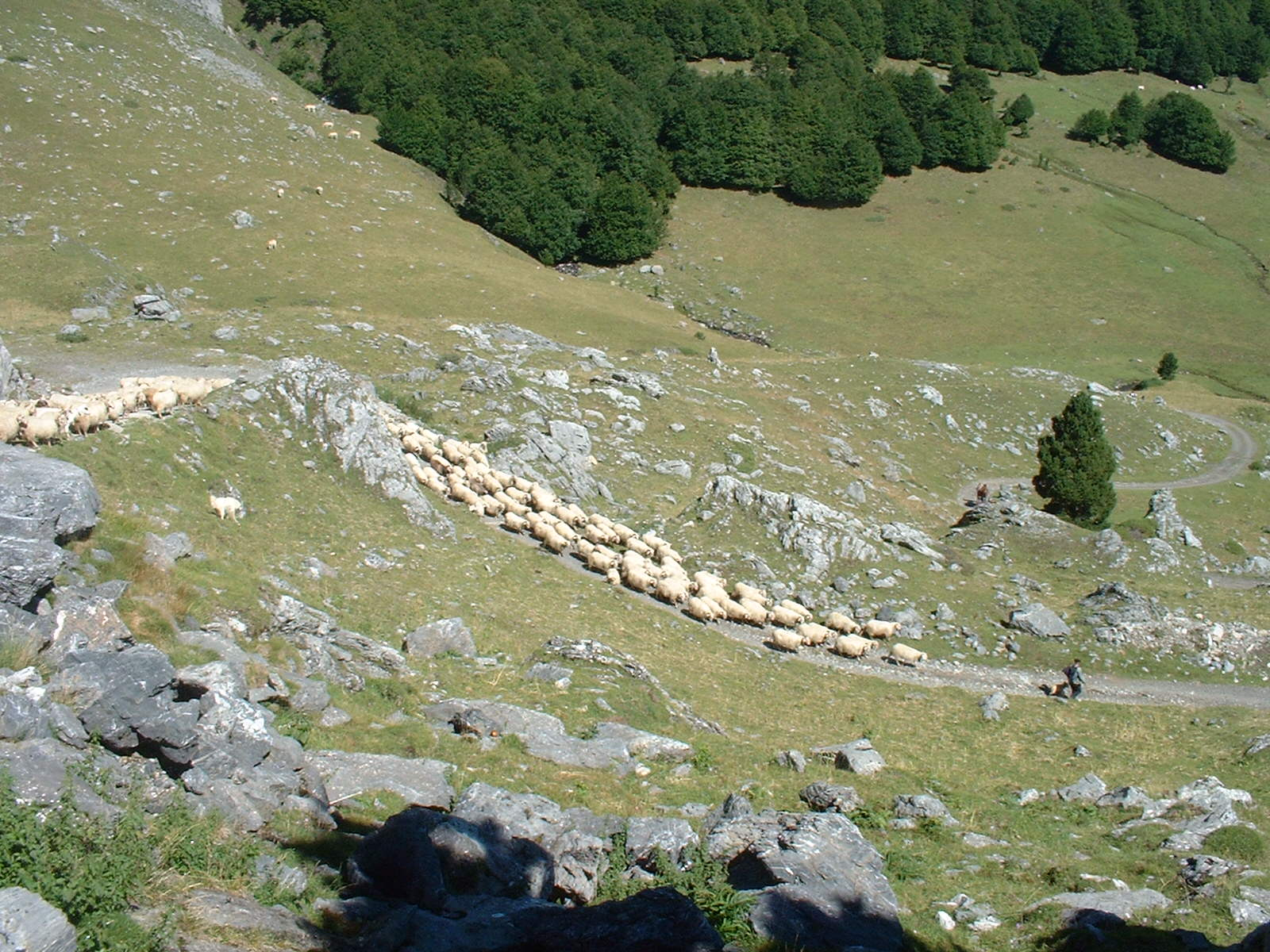
Moutons, chiens et berger dans le parc national des Pyrénées.

La prédation par les loups et des conditions de travail difficiles ont entraîné une baisse du nombre de bergers volontaires. Cette situation a éé aggravée par les difficultés financières rencontrées par les éleveurs, dont les troupeaux sont victimes de la prédation  de loups, une espèce protégée.
Afin de soutenir l'activité pastorale face à ces défis, l'Union européenne a mis en place deux mesures principales :
- la mesure 7.6.1 a pour but de protéger les troupeaux des bergers contre la prédation des loups en offrant des méthodes de défense aux bergers comme les chiens, la surveillance renforcée, le gardiennage, les parcs électrifiés, etc.[6] ;
- la mesure 7.6.2 concerne les aides aux investissements pastoraux qui vise à augmenter l'attractivité du métier de berger en améliorant les conditions de vie et de travail des bergers[7].

Après la mise en place de ces mesures, les offres d'emploi de berger se sont révélées en augmentation car depuis que les éleveurs reçoivent des subventions financières de la part de l'Union Européenne, employer un berger est désormais moins coûteux et nécessaire pour faire face au loup. Du côté des bergers, le nombre de volontaires est moins important qu'autrefois mais l'effectif repart tout de même à la hausse (notamment par l'apparition des femmes dans ce milieu).

### Rapports sociaux
En France, les bergers et bergères peuvent adhérer au syndicat des gardiens de troupeaux (SGT) affilié à la CGT,.

## Symbolique religieuse
La figure du berger occupe une place centrale dans de nombreuses traditions religieuses. Il symbolise la figure du guide, du protecteur prenant soin d'une communauté.

### Judaïsme
Dans la tradition juive, Dieu est souvent représenté comme un berger guidant son peuple. Le Psaume 23 commence par : « Le Seigneur est mon berger, je ne manquerai de rien ». Des figures telles que Moïse et le roi David ont été bergers avant de devenir des leaders, soulignant l'idée que le soin apporté aux troupeaux prépare à la direction d'une nation.

### Christianisme
Dans les évangiles, Jésus se décrit comme le « bon berger » qui donne sa vie pour ses brebis (Jean 10:11). Cette image est omniprésente dans l'art chrétien primitif, notamment dans les catacombes romaines, où le Christ est représenté portant une brebis sur ses épaules.[réf. souhaitée]
Le métier a plusieurs saints patrons : 
- Bergères : sainte Geneviève
- Bergers : Druon de Sebourg, Loup de Troyes
- Bergers corses : saint Antoine de Padoue

### Islam
Le prophète Mahomet a été berger durant sa jeunesse. Il aurait dit : « Chacun de vous est un berger, et chacun est responsable de son troupeau ». Cette image souligne la responsabilité individuelle et collective dans la société musulmane.

### Autres traditions
- Dans l'hindouisme, Krishna est souvent représenté comme un jeune vacher jouant de la flûte et guidant les troupeaux, symbole de l’amour divin et de la félicité spirituelle[15]. Dans le bahaïsme également, les prophètes sont considérés comme des bergers guidant l’humanité vers l’unité[16].
- Dans la Mythologique Pan est le dieu des troupeaux.

## Beaux-arts, documentaire

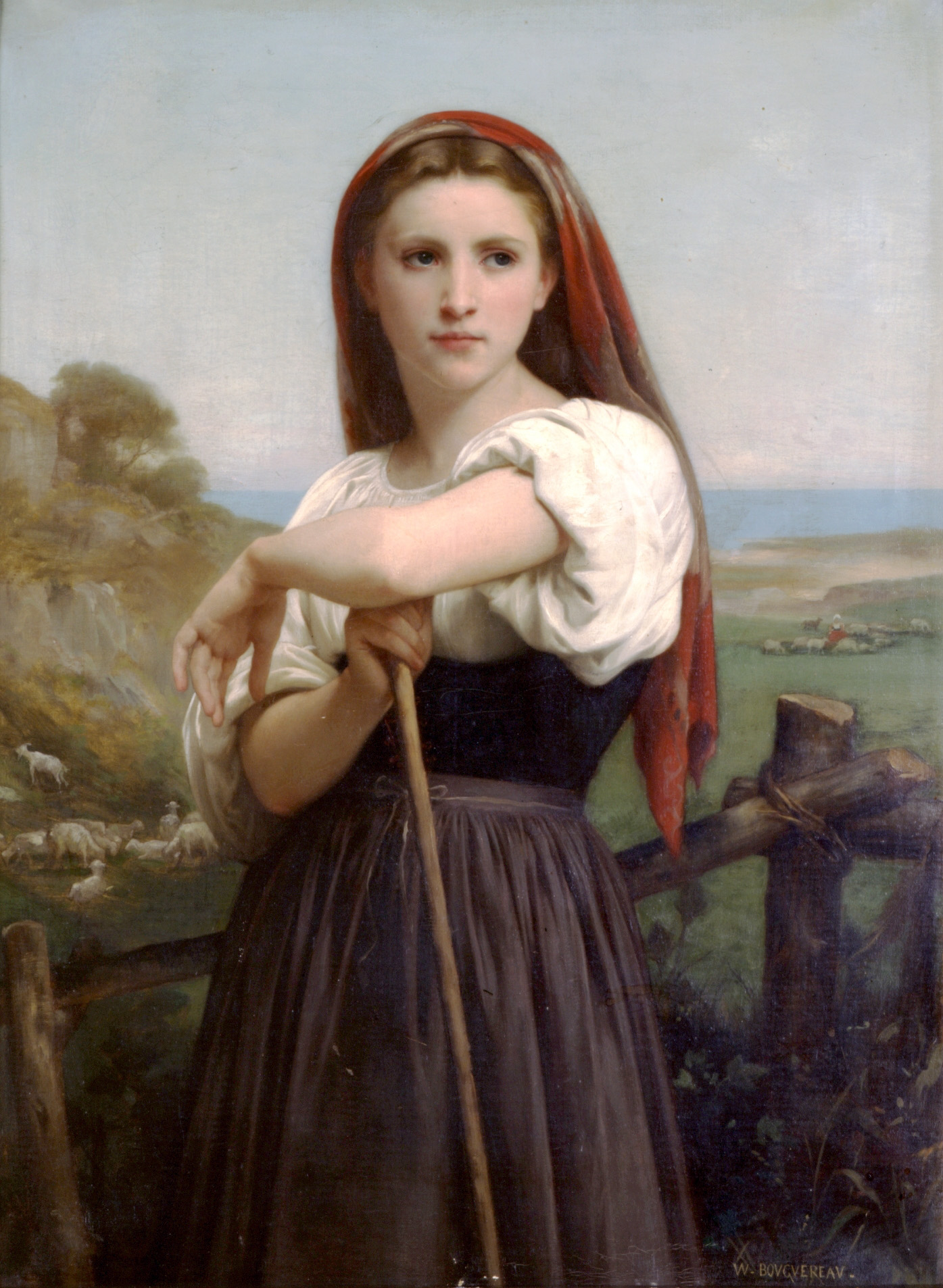
Jeune bergère, XIXe siècle, William Bouguereau.
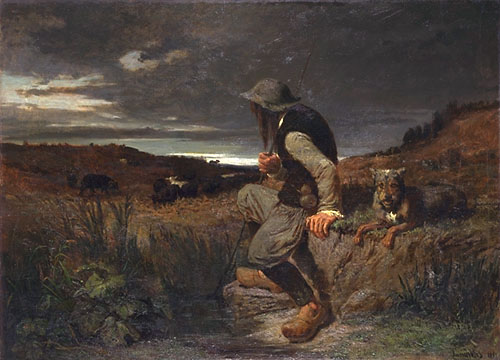
Le Pâtre de Kerlaz, 1852, Évariste-Vital Luminais.
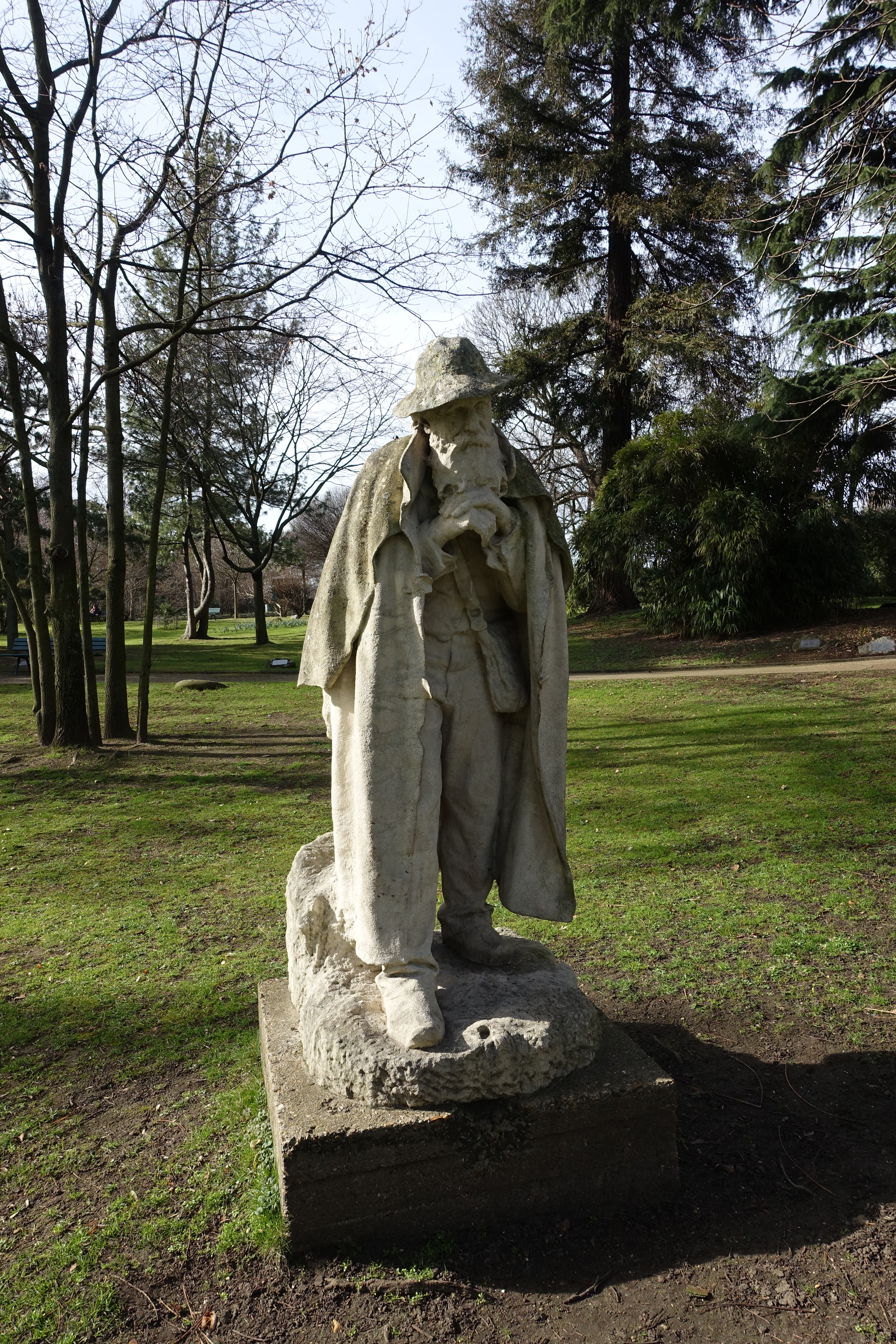
Le Vieux Berger, Marius Remondot (1867-1921).
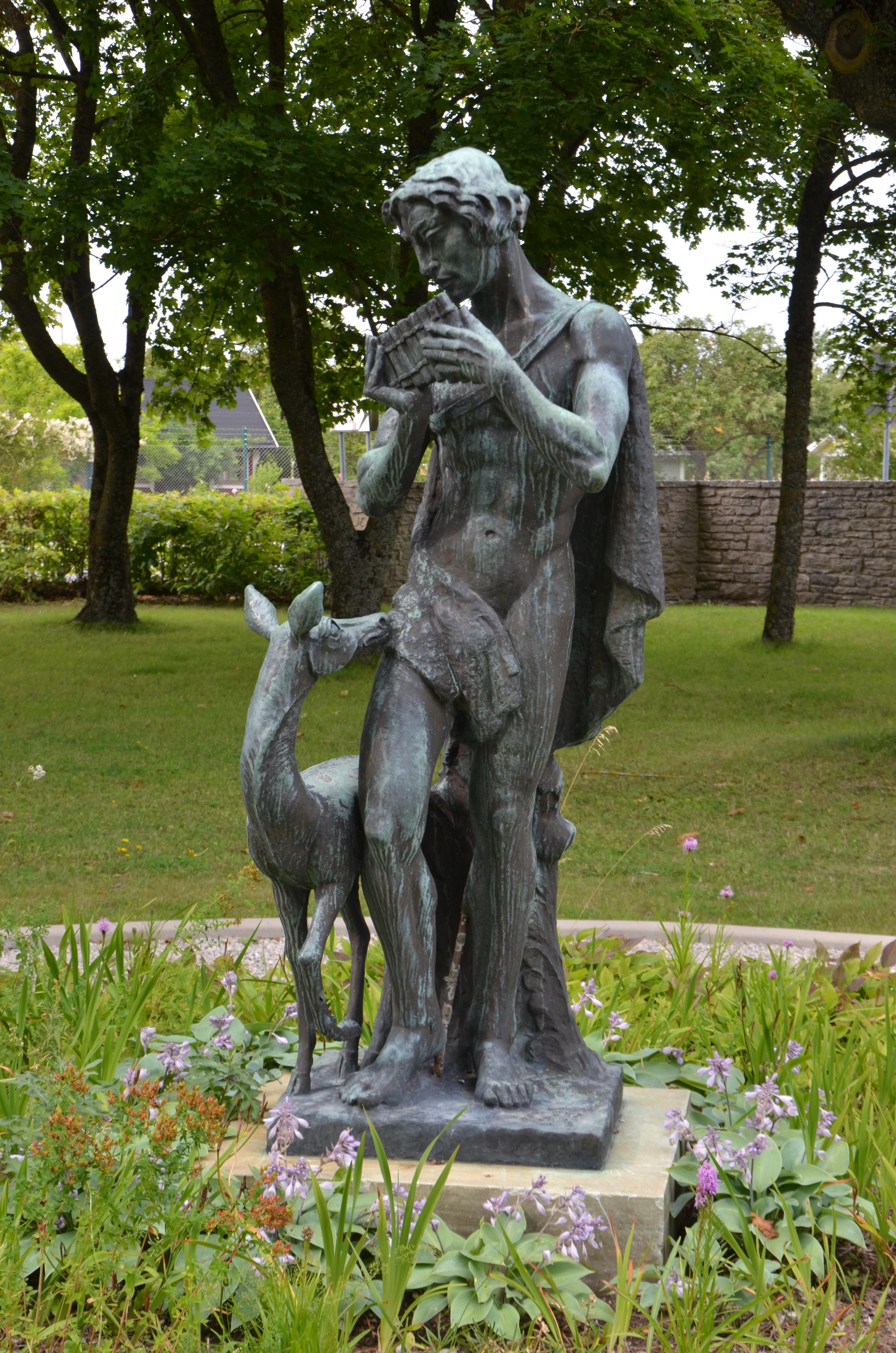
Pâtre avec une biche, 1937, Alice Nordin.
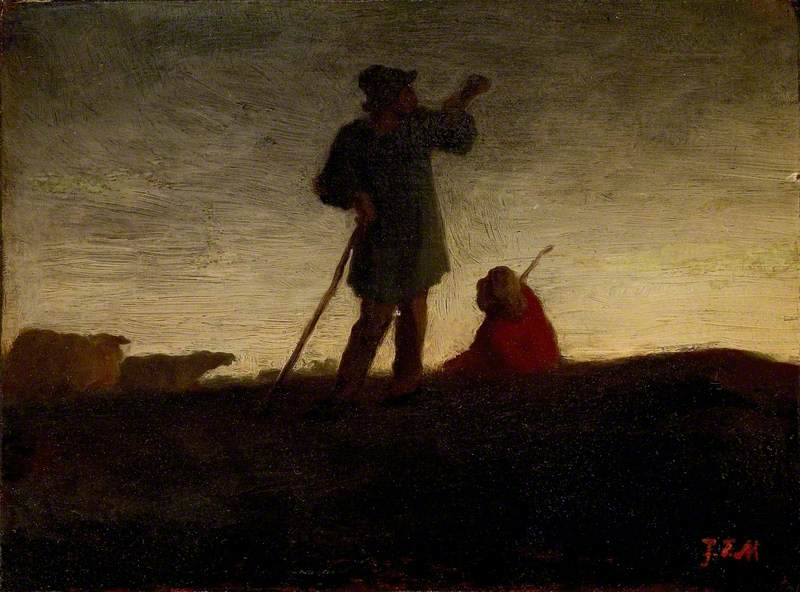
Berger rappelant le troupeau, 1866-1872, Jean-François Millet, Ashmolean Museum.

Les bergers de Rosa Bonheur
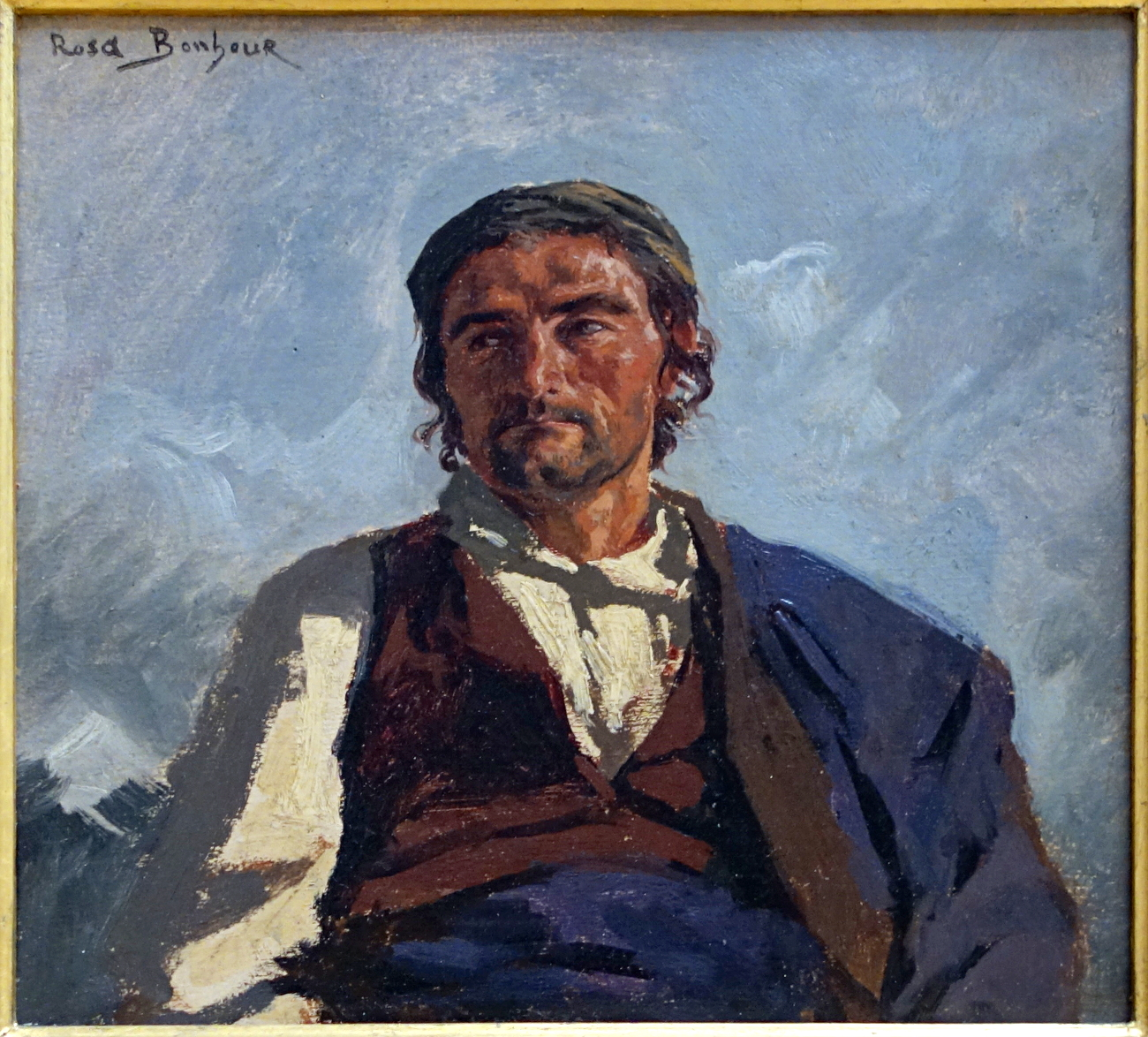
Berger landais, après 1850,Rosa Bonheur, palais des Beaux-Arts de Lille.
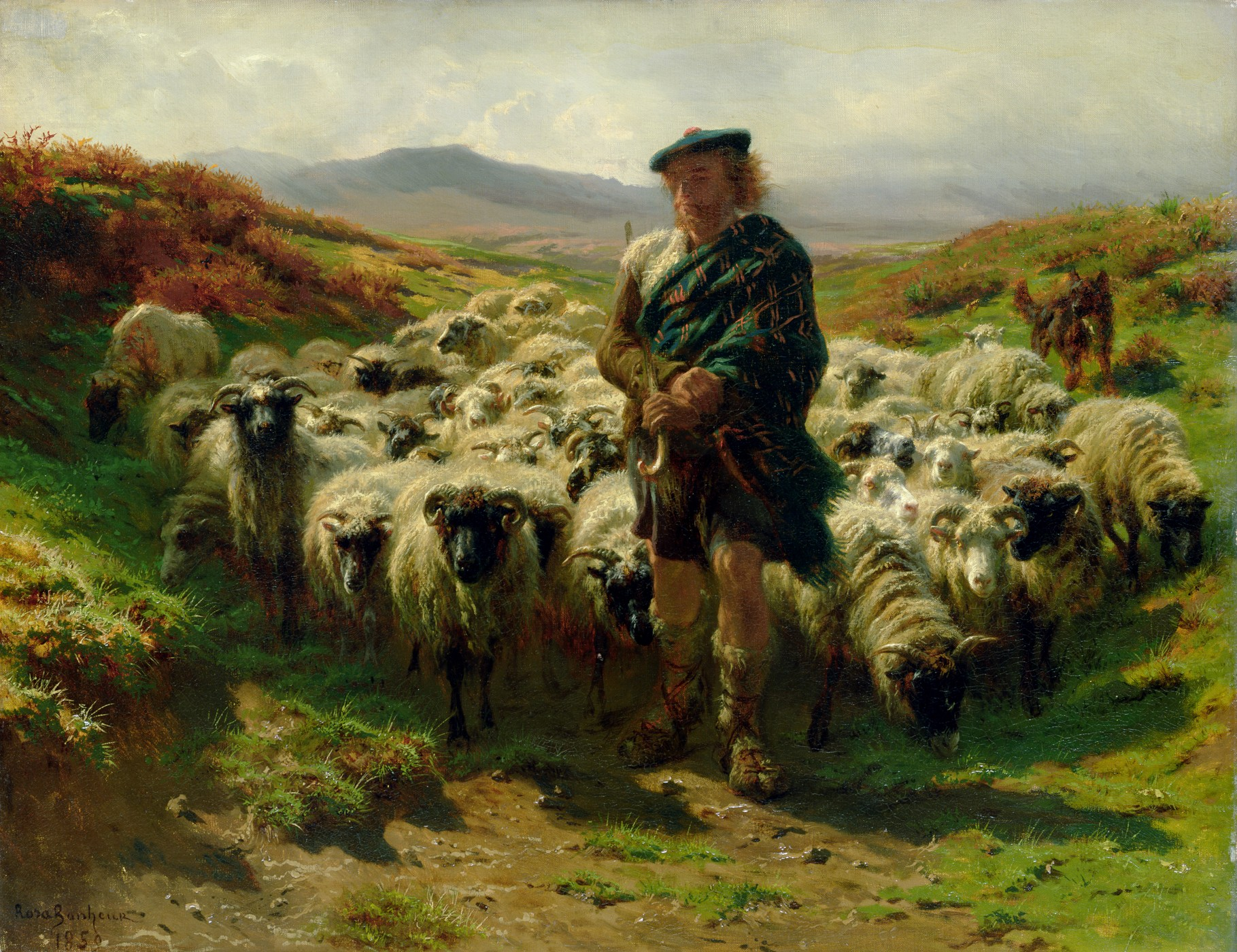
Le Berger des Highlands, 1859, Rosa Bonheur, Kunsthalle de Hambourg.
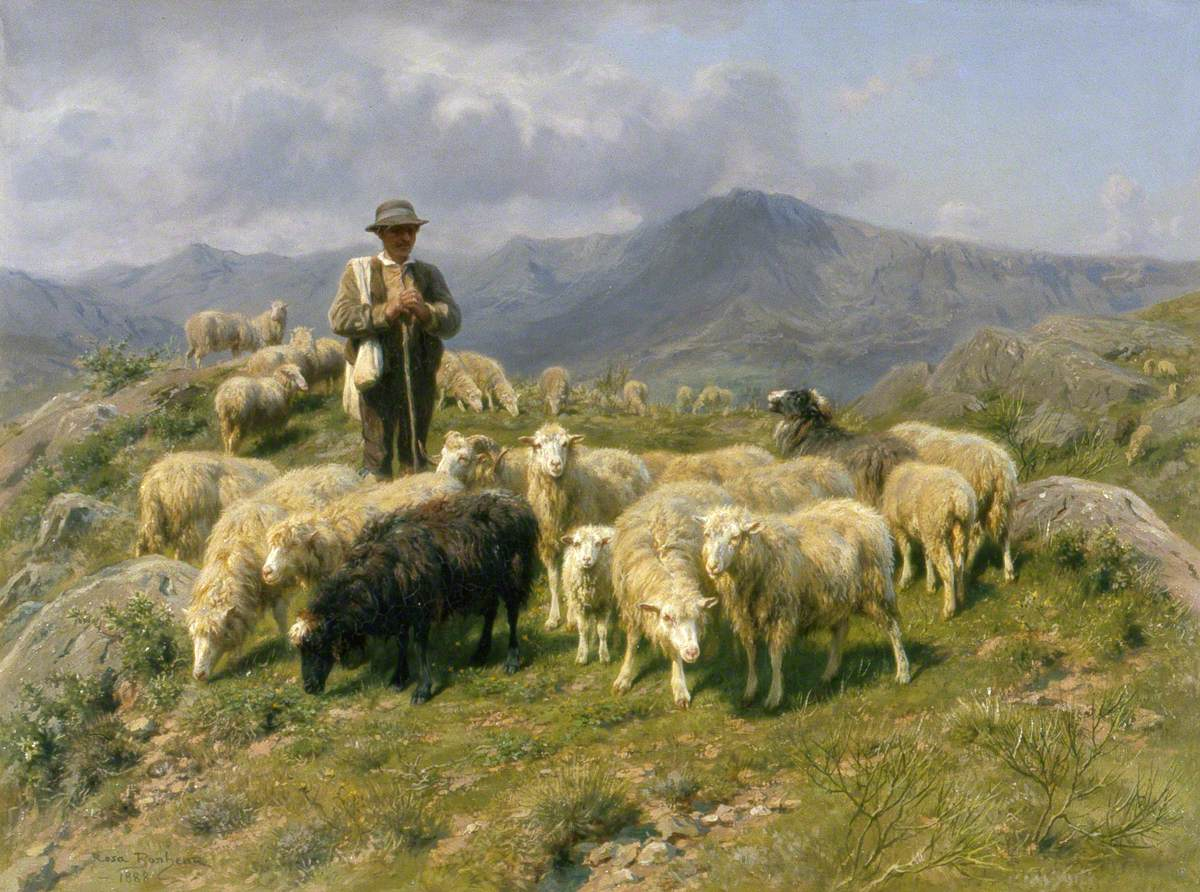
Berger des Pyrénées, 1888, Rosa Bonheur, musée et galerie d'art de Brighton.

Le film documentaire Un Pasteur, réalisé par Louis Hanquet en 2024, présente la vie d'un berger de montagne au milieu de son troupeau. ce film a reçu le Grand prix documentaire national du Festival international de programmes audiovisuels documentaires de Biarritz en 2024.